# Urgența din Cipru
„Urgența din Cipru” a fost o confruntare armată în Cipru, pe atunci colonie britanică, între 1955 și 1959. Britanicii s-au confruntat cu Organizația Națională a Luptătorilor Ciprioți (EOKA), aceasta urmărind eliminarea colonialismului și unirea Ciprului cu Grecia (enosis). În conflictul armat s-au implicat și turcii ciprioți care au format Organizația de Rezistență Turcă (TMT).  Conflictul s-a încheiat în 1959 cu semnarea Tratatelor de la Londra și Zurich, prin care a fost recunoscută independența Ciprului față de Marea Britanie, dar fără unirea cu Grecia.

## History
În 1954, Marea Britanie și-a anunțat intenția de a transfera cartierul general al armatei sale din Suez (biroul Comandantului-șef din Orientul Mijlociu) în Cipru. Insurgența a început pe 1 aprilie 1955. După o serie de incidente care au urmat acestei date, guvernatorul general John Harding a declarat starea de urgență pe 26 noiembrie în același an.
Britanicii au avut dificultăți în activitatea de strângere a informațiilor cu privire la EOKA pentru că populația majoritară de origine greacă ajuta organizația sau se temea de aceasta. Un alt obstacol l-a reprezentat reducerea de personal cauzată de Criza Suezului și de problemele din peninsula Malay. Spre sfârșitul anilor '50, britanicii s-au bucurat de ceva mai mult succes. Cipru a devenit republică independentă în 1960, iar Marea Britanie a păstrat controlul asupra a două teritorii suverane, corespunzătoare bazelor militare de la Akrotiri și Dhekelia.
În ianuarie 2019, guvernul Marii Britanii a acceptat să plătească 1 milion de lire unui număr de 33 de ciprioți care au fost torturați de forțele britanice în timpul revoltei. Printre cei 33 s-au aflat o femeie, în vârstă de 16 ani la acel moment, care a susținut că a fost deținută și violată în mod repetat de soldați, precum și un bărbat care a pierdut un rinichi ca urmare a interogatoriului. Plata despăgubirilor a venit ca urmare a declasificării unor documente guvernamentale în 2012, deși ministrul de externe Alan Duncan a declarat că „plata despăgubirilor nu însemană o recunoaștere a vinovăției”, dar că „guvernul a fost de acord să încheie înțelegerea pentru a pune capăt litigiului și pentru a evita o viitoare creștere a costurilor”.